# Via Sacra ao vivo de Planaltina
A Via Sacra ao vivo de Planaltina, também conhecido como Via Sacra do Morro da Capelinha, é um evento cultural religioso brasileiro, em Planaltina, no Distrito Federal. Consagrado como uma das maiores produções católicas da unidade federativa, é celebrado numa peça teatral, relembrando a história de Jesus Cristo.
O evento é considerado um patrimônio cultural imaterial desde março de 2008, quando o governador José Roberto Arruda editou um decreto. A celebração já fazia parte do calendário oficial do Distrito Federal desde abril de 1987.

## História

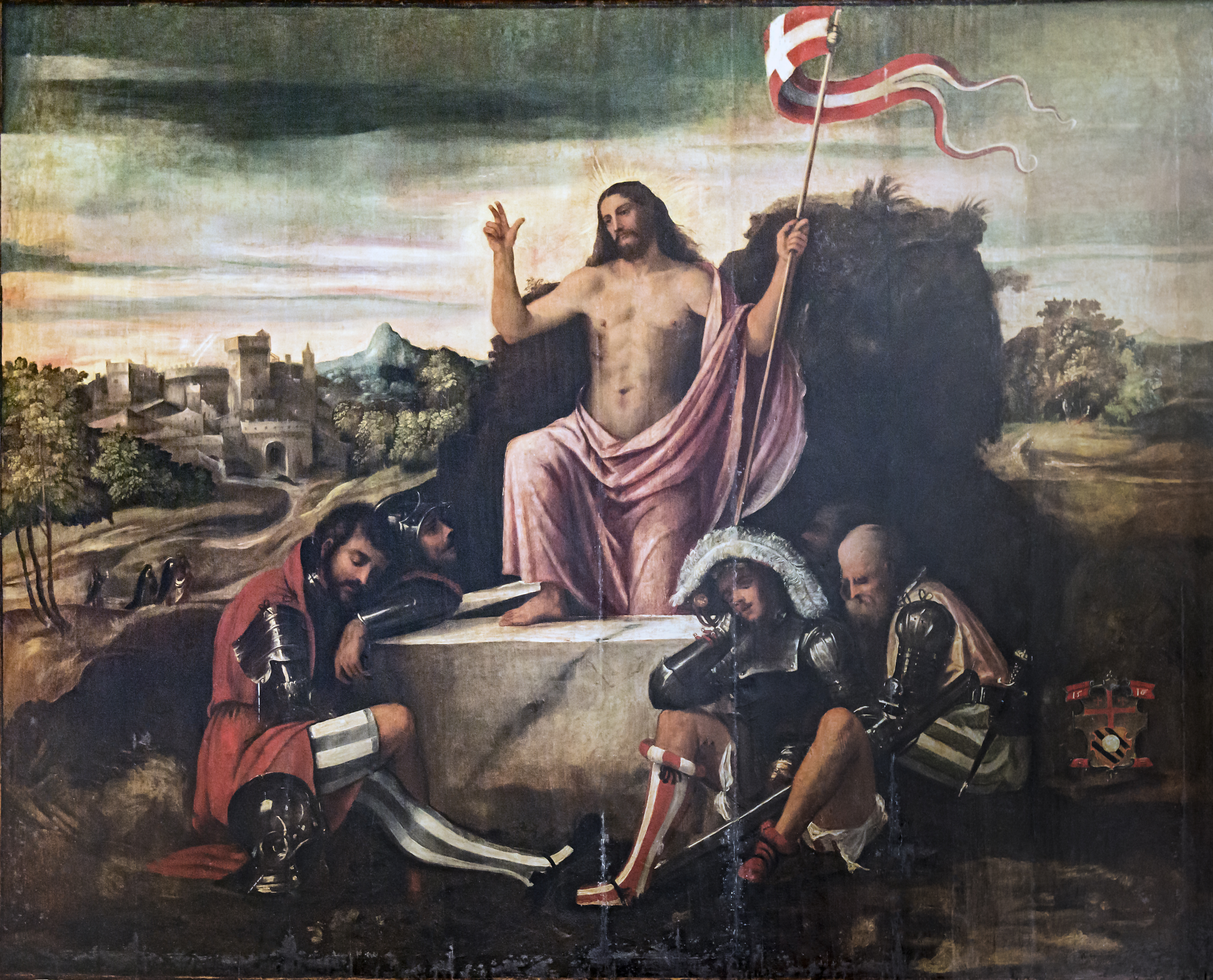
A ressurreição de Cristo faz parte da Via Sacra.

Realizado pela primeira vez no Morro da Capelinha em Planaltina em 1973, com aproximadamente 1 400 voluntários, a Via Sacra celebra, por meio de uma peça teatral, toda a cronologia que marca a vida de Jesus Cristo: começando pelo julgamento e crucificação, até a ressurreição do filho de Deus. Segundo o secretário da cultura, Adão Cândido, o evento religioso é considerado uma das maiores festas católicas do Distrito Federal, uma vez que atrai o público de outros lugares.
De acordo com Pedro Paulo, subsecretário de Promoção e Difusão Cultural da Secretaria da Cultura, a organização teatral ocorre antes mesmo da quarta-feira de cinzas, reunindo diversas paróquias de Planaltina.
| “ | Foi um enorme esforço da Secretaria para executar este evento, com a população. É gratificante ver os esforços empregados em uma festa tão bonita, que reúne tantas pessoas de todo o DF. | ” |
|   | — Pedro Paulo, subsecretário da Promoção e Difusão Cultural da Secretaria da Cultura. |   |

Desde 27 de abril de 1987, a Via Sacra faz parte do calendário oficial de eventos do Distrito Federal. Em 17 de março de 2008, o governador José Roberto Arruda editou o Decreto 28 870, registrando o evento como patrimônio cultural imaterial da unidade federativa.